# 尹吉重
尹 吉重（ユン・ギルジュン、いん きつじゅう、 日本名平沼 吉重、1916年9月11日〈陰暦8月14日〉 - 2001年10月11日）は、韓国の政治家、弁護士。本貫は坡平尹氏。号は青谷。革新政党・進歩党の幹事長を務めるなど進歩主義勢力で活動した後、全斗煥政権下では与党議員として活動するなど変転の激しい人物として知られる。国会議員を通算で6期（2・5・8・11・12・13代）務めた。
元国会議員の李鉉帥は娘婿。

## 経歴
咸鏡南道北青郡出身。江原道原州郡の文幕普通小学校、京城法政学校を経て日本大学在学中に朝鮮弁護士試験に合格。高等文官試験合格後は朝鮮総督府に勤務し、康津郡守、務安郡守を務めた。1945年2月より朝鮮総督府学務局事務官。
解放後は国民大学教授を経て、立法議院専門委員や中央選挙委員会宣伝部長、国会法制調査局長を歴任。1950年の総選挙で江原道から国会議員に当選する。その後曺奉岩が中心となって進歩主義勢力の政治運動を糾合すると、尹もこれに参加。1956年に進歩党が結成されると党幹事長に就任するが、1958年1月に発生した進歩党事件で逮捕。尹自身は大法院で無罪判決が確定するも、曺は処刑され進歩党は解散に追い込まれた。四月革命後の第二共和国でも社会大衆党から民議院議員に選出されるも、5・16軍事クーデターで北朝鮮に同調した容疑で再び投獄、翌年に革命裁判所で懲役15年を宣告された。7年後の1968年に釈放され、1971年の総選挙で新民党から国会議員に選ばれた。
粛軍クーデターによって全斗煥が政権を掌握すると、国家保衛立法会議に法曹界代表として任命。これを契機として尹は与党政治家に鞍替えし、民主正義党結党委員を経て国会議員を3期歴任。1983年には国会副議長、1990年に民主自由党常任顧問を務めた。
尹が2001年に死去後、遺族は革命裁判の再審を請求し、無罪判決を受けた。また、遺族は国家を相手に損害賠償訴訟を提起した後、2014年に合計5億5千600万ウォンの国家賠償の支給という一部勝訴判決を受けた。